# Pedro Acosta (motorversenyző)
Pedro Acosta Sánchez (Mazarrón, 2004. május 25. –) egyszeres Moto3-as és Moto2-es világbajnok spanyol motorversenyző, a Red Bull KTM Factory Racing versenyzője a MotoGP világbajnokságon.

## Pályafutása

### Fiatalon
Ötéves volt, amikor édesapja vett egy krosszmotort neki. Különböző országos versenyeken vett részt, mint a Minibikes, a MiniGP, a MaxxiGP, 2017-ben a PreMoto3 kategóriában nyert. 2018-ban mutatkozott be a FIM Moto3 junior világbajnokságon a a svájci Innovative Investors Junior csapatánál egy KTM-mel, de csak néhány futam erejéig. A következő évben a Red Bull Rookies Cup-ban is indult a Junior Világbajnokságon kívül, előbbiben ezüstérmes lett. A németországi Sachsenringen megszerezte az első győzelmét a Red Bull Rookies-ban. A Red Bull Ringen és Misanóban is nyert egy-egy versenyt. A következő évben a FIM CEV Moto3-as kategóriájában Portugáliában az első versenyen második lett, ami az első dobogója is volt. Az algarvei versenyen győzött, ami az első győzelme volt a sorozatban. A jerezi tripla fordulóban kétszer végzett a harmadik helyen, majd Valenciában a szezonzáró versenyhétvégén két győzelme mellé egy ezüstérmest is szerzett, de az összetett bajnokságban bronzérmes lett. A Red Bull sorozatában az első hat versenyt megnyerte, amivel rekordot állított fel és megnyerte a bajnokságot.

### Moto3
2021-ben mutatkozott be a MotoGP Moto3 kategóriájában a Red Bull KTM Ajo csapatával. Az első versenyén a katari nagydíjon második lett, majd a következő futamon ugyanezen a pályán a boxból indulva nyerte meg első világbajnoki futamát. A portugál és a spanyol nagydíjon ismét nyerni tudott, amivel a világbajnoki sorozat történetében ő lett az első pilóta, aki pályafutása első négy Moto3-as versenyén dobogós lett. A német nagydíjon ismét nyerni tudott, majd a KTM hazai pályáján is győzni tudott Ausztriában. A portugál versenyen Dennis Foggiával az utolsó körig harcolt a győzelemért, de a végén Darryn Binder nekiment az olasz versenyzőnek és Acosta megnyerte a futamot és a világbajnokságot is. 1990 óta ő lett az első olyan versenyző, aki rögtön első évében megtudta nyerni a legkisebb kategóriát, akkor Loris Capirossinak sikerült ez a bravúr. 17 évesen és 166 napos a kategória történetének második legfiatalabb világbajnoka lett.

### Moto2
2021 szeptemberében jelentették be, hogy 2022-ben Augusto Fernández csapattársa lesz a Moto2-ben a Red Bull KTM Ajo csapatánál. A szezon hetedik versenyén Franciaországban megszerezte első Moto2-es pole pozícióját, de a futamon a 11. körben bukott. A következő versenyen Olaszországban először nyert futamot a középső géposztályban, amivel egyben ő lett a kategória legfiatalabb győztese. Marc Márquez rekordját adta át a múltnak 18 évesen és 4 naposan. A német nagydíjon második lett csapattársa mögött. Júniusban a holland nagydíj előtt motokrosszos tréning során elesett és a bal combcsontja eltört. Nem sokkal később megoperálták. A következő két versenyhétvégét kihagyta. Augusztus végén az osztrák nagydíjon tért vissza egy negyedik hellyel. Az aragóniai versenyen második Moto2-es győzelmét szerezte meg. 2022. október 1-jén jelentették be, hogy jövőre is marad a csapatnál, de új csapattársat kap Albert Arenas személyében. Megnyerte a szezonzáró versenyt és az Év Újonca is lett, valamint az összetett bajnokságban az ötödik.
2023-ban a maláj nagydíjon két fordulóval a szezon vége előtt bebiztosította a világbajnoki címét a Moto2-ben.

### MotoGP

#### Red Bull GasGas Tech3 (2024)
2022 májusában ajánlatot kapott egy MotoGP-csapattól, de visszautasította azt. Novemberben egy MotoGP tesztlehetőséget kapott a KTM-től egy privát teszt keretében, de a november 20-án megtartott tesztet elmosta az eső. 2023 októberében hivatalossá vált, hogy karrierjét a MotoGP-ben folytatja a GasGas Factory Racing Tech3 színeiben.
A 2024-es szezonnyitó katari nagydíjon a sprintfutamon a 8. pozícióban zárt, ezzel megszerezte első királykategóriás pontjait. A vasárnapi futamon több versenyzőt is megelőzött és már a dobogós pozíciókért harcolt, de a verseny végefelé a tempója jelentősen visszaesett, majd a 9. helyen ért célba. A gumikopás mellett a kompartment szindróma okozta nála a visszaesést. A következő fordulóban Portugáliában megszerezte első dobogóját a MotoGP-ben, miután a harmadik helyen fejezte be a futamot. 19 éves és 304 napos a királykategória történetében a harmadik legfiatalabb versenyző lett aki dobogós helyen ért célba. Amerikában a sprintversenyen a negyedik helyen ért célba, majd a másnapi versenyen vezetett is, de végül a második helyen ért célba.

#### Red Bull KTM Factory (2025-)
2024. június 1-jén az olasz nagydíj helyszínén jelentették be, hogy többéves szerződést írt alá a KTM-mel, és 2025-ben már a gyári csapatban fog versenyezni.

## Eredményei

### Statisztika
| Szezon   | Géposztály | Motor    | Csapat                | Versenyek | Győzelem | Dobogó | Pole | LKör | Pont  | Helyezés |
| -------- | ---------- | -------- | --------------------- | --------- | -------- | ------ | ---- | ---- | ----- | -------- |
| 2021     | Moto3      | KTM      | Red Bull KTM Ajo      | 18        | 6        | 8      | 1    | 1    | 259   | 1.       |
| 2022     | Moto2      | Kalex    | Red Bull KTM Ajo      | 18        | 3        | 5      | 1    | 1    | 177   | 5.       |
| 2023     | Moto2      | Kalex    | Red Bull KTM Ajo      | 20        | 7        | 14     | 3    | 8    | 332,5 | 1.       |
| 2024     | MotoGP     | KTM      | Red Bull GASGAS Tech3 | 19        | 0        | 5      | 1    | 2    | 215   | 6.       |
| Összesen | Összesen   | Összesen | Összesen              | 75        | 16       | 32     | 6    | 12   | 983.5 |          |

* A szezon jelenleg is tart.

### Teljes MotoGP-eredménylistája
(Táblázat értelmezése)

(Félkövér: pole-pozícióból indult; dőlt: leggyorsabb kört futott) 

| Év   | Géposztály | Motor | 1   | 2   | 3   | 4   | 5   | 6    | 7   | 8   | 9   | 10  | 11  | 12  | 13  | 14  | 15  | 16  | 17  | 18  | 19  | 20  | 21 | Helyezés | Pont  |
| 2021 | Moto3      | KTM   | QAT | DOH | POR | ESP | FRA | ITA  | CAT | GER | NED | STY | AUT | GBR | ARA | RSM | AME | EMI | ALG | VAL |     |     |    | 1.       | 259   |
| ---- | ---------- | ----- | --- | --- | --- | --- | --- | ---- | --- | --- | --- | --- | --- | --- | --- | --- | --- | --- | --- | --- | --- | --- | -- | -------- | ----- |
| 2021 | Moto3      | KTM   | 2   | 1   | 1   | 1   | 8   | 8    | 7   | 1   | 4   | 1   | 4   | 11  | Ki  | 7   | 8   | 3   | 1   | Ki  |     |     |    | 1.       | 259   |
| 2022 | Moto2      | Kalex | QAT | IND | ARG | AME | POR | ESP  | FRA | ITA | CAT | GER | NED | GBR | AUT | RSM | ARA | JPN | THA | AUS | MAL | VAL |    | 5.       | 177   |
| 2022 | Moto2      | Kalex | 12  | 9   | 7   | Ki  | Ki  | 20   | Ki  | 1   | 6   | 2   |     | Ni  | 4   | 6   | 1   | 7   | 16  | 2   | Ki  | 1   |    | 5.       | 177   |
| 2023 | Moto2      | Kalex | POR | ARG | AME | ESP | FRA | ITA  | GER | NED | GBR | AUT | CAT | RSM | IND | JPN | IND | AUS | THA | MAL | QAT | VAL |    | 1.       | 332,5 |
| 2023 | Moto2      | Kalex | 1   | 12  | 1   | 2   | Ki  | 1    | 1   | 3   | 3   | 2   | 6   | 1   | 1   | 3   | 1   | 9   | 2   | 2   | 8   | 12  |    | 1.       | 332,5 |
| 2024 | MotoGP     | KTM   | QAT | POR | AME | ESP | FRA | CAT  | ITA | NED | GER | GBR | AUT | ARA | RSM | EMI | IDN | JPN | AUS | THA | MAL | SLD |    | 6.       | 215   |
| 2024 | MotoGP     | KTM   | 9 8 | 37  | 24  | 102 | Ki6 | 13 3 | 53  | Ki  | 7   | 95  | 13  | 3   | 176 | Ki5 | 26  | Ki  | Ni  | 3   | 59  | 10  |    | 6.       | 215   |

- * A szezon jelenleg is tart.
- 1-9 a sprintfutamon elért pontszerző pozíció.